# Henri Philippe Reichstul
Henri Philippe Reichstul (Paris, 12 de abril de 1949) é um professor e economista francês, conhecido por ter sido o presidente da empresa petrolífera brasileira Petrobrás entre 1999 e 2001.

## Biografia
Graduou-se em economia e administração de empresas em 1971 pela Universidade de São Paulo. Cursou pós-graduação em Hertford College na Oxford University.
Entre suas principais atividades profissionais, foi economista da Organização Internacional do Café, em Londres, responsável pelo Brasil e América Central, de 1976 a 1979. Foi economista sênior da Gazeta Mercantil em São Paulo, de 1979 a 1983. Durante esse período também foi pesquisador da Fundação Instituto de Pesquisas Econômicas da Universidade de São Paulo.
Trabalhou com João Sayad no Ministério do Planejamento em 1985. Foi presidente do Instituto de Pesquisa Econômica Aplicada (IPEA), de 1986 a 1987.
Ao lado de Sayad e Francisco Vidal Luna fundou o Banco SRL, depois comprado pelo grupo American Express.
Foi um dos membros da organização de esquerda "VPR-Palmares". Em janeiro de 1973, sua irmã Pauline, outra militante do grupo foi assassinada brutalmente com outros cinco de seus companheiros da VPR, em Paulista, na Grande Recife (PE), num episódio conhecido como o Massacre da Chácara São Bento, considerado pelo jornalista Elio Gaspari, em “A ditadura escancarada”, “uma das maiores e mais cruéis chacinas da ditadura”.
Na eleição presidencial de 2002, na expectativa da vitória petista, foi considerado como possível nome para o Ministério da Fazenda ou para o Banco Central.

## Presidência da Petrobrás
Foi presidente da Petrobras de março de 1999 até dezembro de 2001. Em sua gestão, a maior plataforma produtora de petróleo do mundo, a P-36, afundou, dando um prejuízo direto de US$ 350 milhões à companhia e causando 11 mortes.
Durante sua gestão, também ocorreu um derramemento de cerca de 4 milhões de litros de óleo no Rio Iguaçu, destruindo a flora e fauna e comprometendo o abastecimento de água em várias cidades da região.
Teve papel importante na reestruturação da Petrobras no ano de 2000, criando quatro áreas de negócio (Exploração e Produção, Abastecimento, Gás e Energia e Internacional) e duas de apoio (Serviços e Financeira). A partir daí a empresa se preparava para tornar-se um grande player no mercado global de energia, após a quebra do monopólio da exploração do petróleo no Brasil em 1997.